# بوژیدار پتروویچ
بوژیدار پتروویچ (انگلیسی: Boško Petrović؛ ۷ آوریل ۱۹۱۱ – ۱۲ ژوئیهٔ ۱۹۳۷) بازیکن فوتبال و فرد نظامی اهل یوگسلاوی بود.
از باشگاه‌هایی که در آن بازی کرده‌است می‌توان به باشگاه فوتبال بئوگراد اشاره کرد.